# Schustersteine (bei Unterschönau)

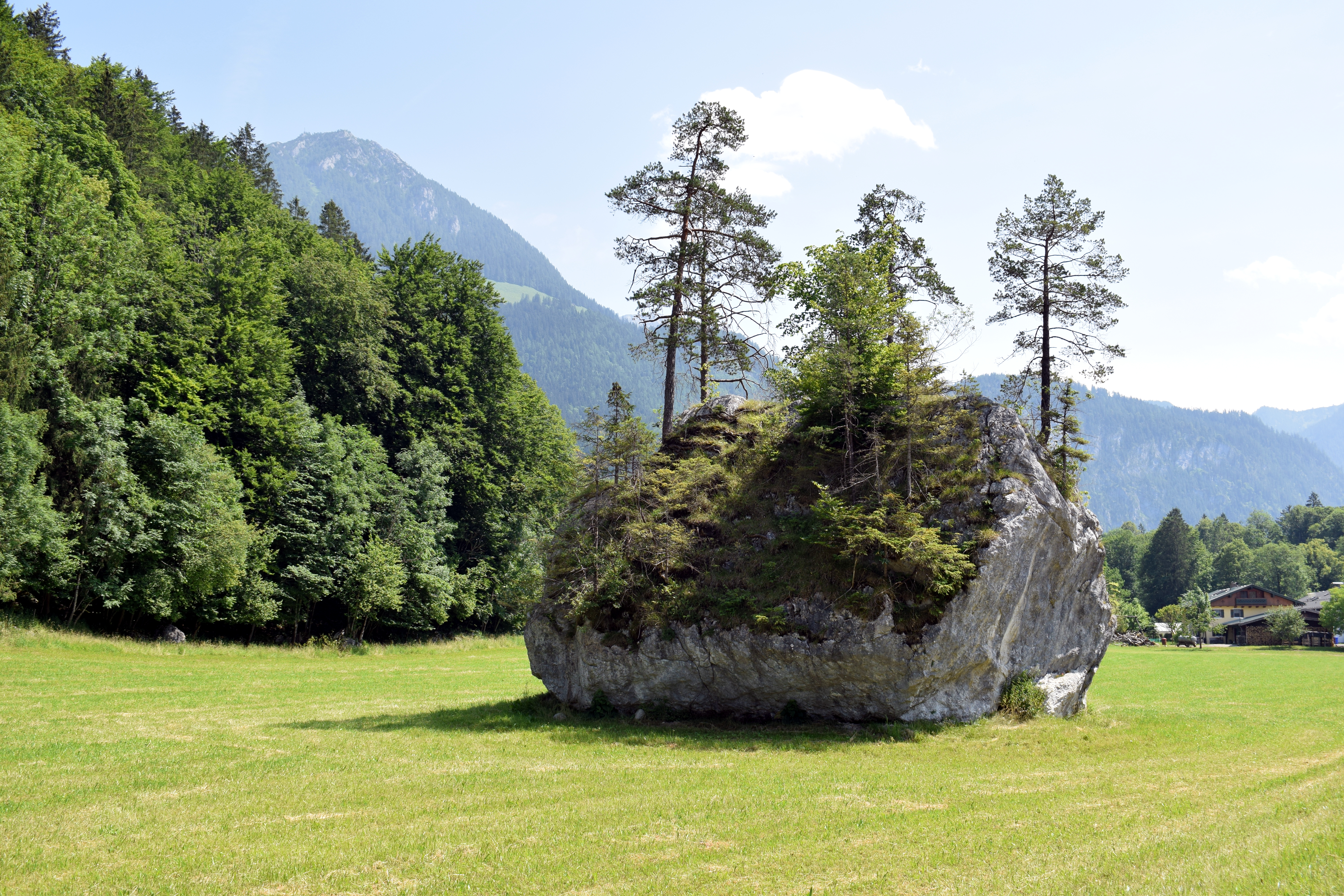
Östlicher Schusterstein

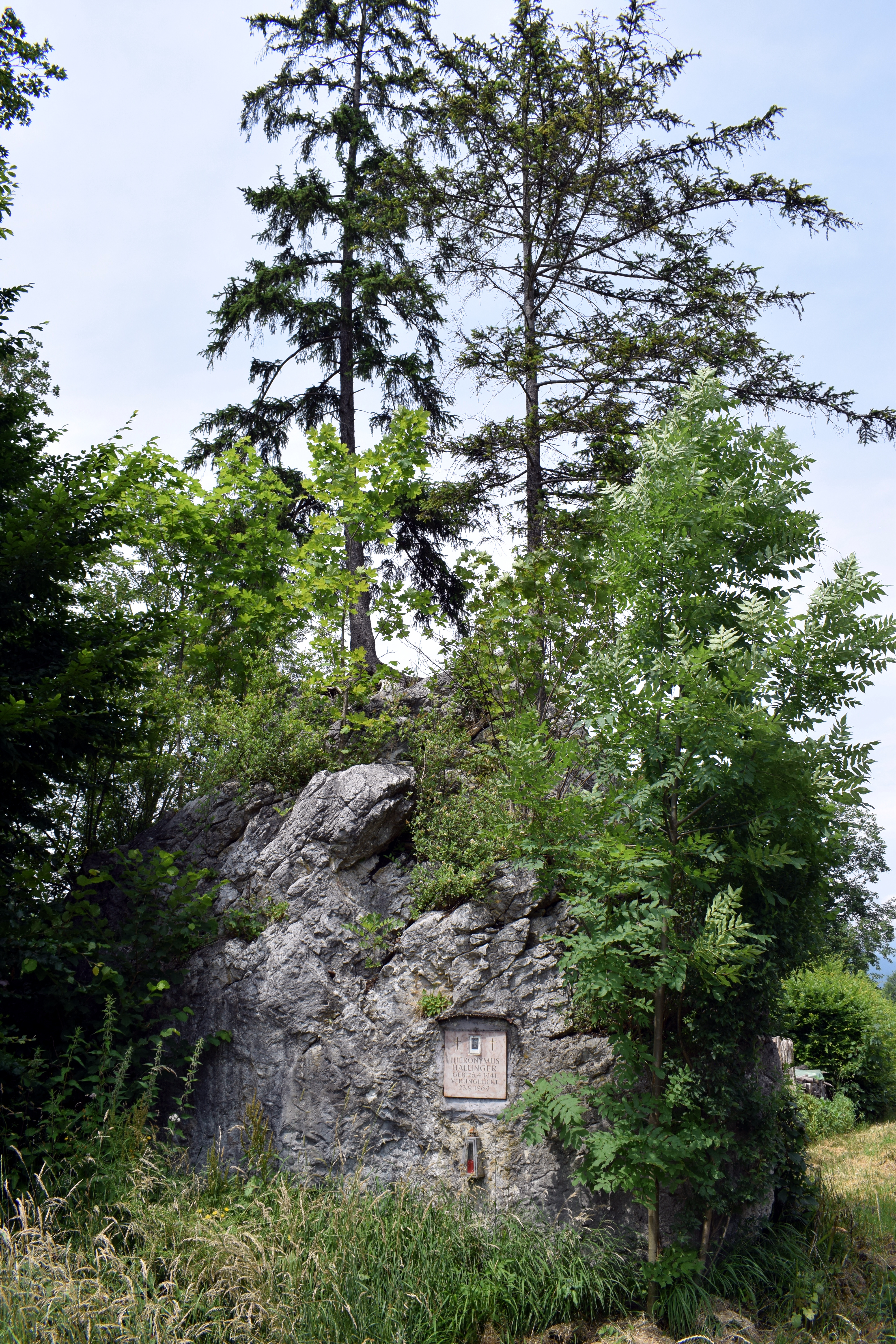
Westlicher Schusterstein

Die Schustersteine sind zwei Findlinge in Schönau am Königssee, von denen einer östlich, der andere westlich neben der Bundesstraße 20 liegt. Der östliche Schusterstein steht zudem auch als Naturdenkmal unter Schutz.

## Lage und Beschreibung
Die Schustersteine liegen in Unterschönau zu beiden Seiten der Bundesstraße 20 zwischen Königssee und Berchtesgaden, etwa 40 Meter voneinander entfernt.
Der westliche Stein, der unmittelbar an der Straße liegt, zeigt Spuren von Bohrlanzen und wurde wohl durch Sprengung verkleinert. Von Albrecht Penck, der den Block in den 1880er Jahren ausmaß, wurde er noch als der größere der beiden Schustersteine beschrieben. Er hatte damals bei einer Höhe von 7,5 m, einer Breite von 9 m und einer Tiefe von 9,5 m ein Volumen von 530 m³. Am Stein ist eine Gedenktafel für den 1969 verunglückten Hieronymus Hallinger angebracht.
Der heute größere östliche Schusterstein liegt frei auf einer Wiese. Er ist 6 m hoch, 10 m breit und 8 m tief. Sein Volumen beträgt 380 m³.
An ihre heutige Position kamen die Schustersteine während der letzten Kaltzeit. Die aus Dachsteinkalk bestehenden Blöcke waren bei einem Bergsturz aus den Seewänden im Osten des Königssees oder der Talwand nördlich des Obersees auf den vorrückenden Königsseegletscher gefallen. Von diesem wurden sie zu Tal transportiert und blieben nach dem Rückzug des Gletschers auf dessen Endmoräne liegen.
Vom Bayerischen Landesamt für Umwelt werden die Schustersteine als Geotop mit der Nummer 172R019 ausgewiesen. Doch lediglich der auf der Wiese östlich der Bundesstraße 20 gelegene Block steht auch als Naturdenkmal unter Schutz, nachdem der westlich davon gelegene Block im Zuge von Straßenbaumaßnahmen teilweise gesprengt wurde.